# Caterham CT05
Chronologie des modèles (2014)
Caterham CT03
La Caterham CT05 est la monoplace de Formule 1 engagée par l'écurie malaisienne Caterham F1 Team dans le cadre du championnat du monde de Formule 1 2014. Elle est pilotée par le Suédois Marcus Ericsson, pilote de GP2 Series effectuant sa première saison dans la discipline, et le Japonais Kamui Kobayashi, en provenance du championnat du monde d'endurance et l'écurie AF Corse. Les pilotes essayeurs sont le Néerlandais Robin Frijns et l'Américain Alexander Rossi. Conçue par l'ingénieur britannique Mark Smith, la CT05, présentée le 28 janvier 2014 sur le circuit permanent de Jerez en Espagne, reprend les bases de la réglementation technique en vigueur pour cette saison, avec notamment un moteur turbo, qui fait son retour dans la discipline.

## Création de la monoplace
La réglementation technique de la Formule 1 évoluant radicalement en 2014, la Caterham CT05 est dotée d'un moteur V6 turbo Renault, d'un système de récupération de l'énergie cinétique produisant 161 chevaux contre 80 les années précédentes, un museau à 185 millimètres au-dessus du sol, un aileron plus étroit de 150 millimètres et un gain de masse de 49 kilogrammes.
Techniquement, la Caterham CT05 dispose d'un nez en deux parties, dont l'une est composée d'un nez en triangle au coin arrondi sous la coque, reprenant ainsi la cassure arborée sur les Caterham CT01 et CT03 des deux saisons précédentes. L'aileron avant dispose quant à lui de plusieurs chicanes devant les flaps, tandis que l'aileron arrière est similaire à celui de la CT03, hormis un mât central, obligatoire, orné d'un petit aileron situé au-dessus de la sortie d'échappement. La suspension arrière se voit superposée d'une série de petits ailerons.
Lors de la présentation de la CT05, Cyril Abiteboul, le directeur sportif de Caterham, parle de la nouvelle apparence des monoplaces cette saison : « Cela me rappelle un peu le monstre dans Alien, avec quelque chose qui sort de la bouche. Ce sera laid. Les jeunes enfants devraient rêver lorsqu'ils voient une monoplace de Formule 1, mais je ne sais pas quelle sorte de rêve ou de cauchemar vous pourriez faire lorsque vous verrez ces voitures ». Abiteboul croit que la « CT05 est un bon point de départ, particulièrement au niveau de la fiabilité », mais reconnait qu'il peu probable qu'elle se batte à l'avant de la grille.
Mark Smith, le directeur technique de l'écurie, déclare : « À l'avant de la voiture, soit la section qui générera beaucoup de débat bien sûr, nous nous sommes énormément focalisés sur l'optimisation de l'écoulement d'air autour du museau, de la portion avant du châssis, et sur la surface maintenant plus étroite de l'aileron ». Smith explique en outre que les performances aérodynamiques et mécaniques de la monoplace ont été maximisées et une attention toute particulière à la réduction de son poids a été apportée, tout en étant conservateur dans l’approche du groupe propulseur.
Tony Fernandes, le patron de l'écurie, annonce que la saison 2014 serait la dernière de l'écurie si les résultats n'arrivent pas : « Il n’y a pas plus optimiste que moi, mais personne n’a envie de finir dernier tout le temps. Si nous sommes en fond de grille, je ne pense pas que nous allons continuer. Rien n’est gravé dans le marbre, mais après cinq ans, si on n’a pas marqué de points, la patience, l’argent et la motivation ont des limites. C’est donc une année importante. J’ai besoin d’avoir le sentiment que nous allons quelque part. Si j’ai le sentiment que nous sommes compétitifs, c’est super, mais si nous ne le sommes pas, il nous faut sérieusement nous remettre en question et nous demander : "cela a-t-il du sens ?" ».

## Historique
En juillet 2014, Tony Fernandes, déçu de la performance de son écurie, vend Caterham F1 Team à un consortium venant de Suisse et du Moyen-Orient et Colin Kolles et l'ancien pilote de Formule 1 Christijan Albers prennent la direction de l'équipe.
Au Grand Prix de Belgique, Kamui Kobayashi est remplacé par l'Allemand André Lotterer, triple vainqueur des 24 Heures du Mans. Alors que le Japonais « fait toujours partie de l'équipe » selon Caterham, qui se réjouit d'avoir « un autre pilote expérimenté au volant qui contribuera à améliorer la performance de la voiture. » Lotterer déclare : « Je veux remercier Caterham pour cette chance. Je suis prêt pour ce défi et je suis impatient d'en tirer le meilleur parti ».

## Résultats en championnat du monde de Formule 1
| Saison | Écurie           | Moteur                          | Pneus   | Pilotes         | Courses | Courses | Courses | Courses | Courses | Courses | Courses | Courses | Courses | Courses | Courses | Courses | Courses | Courses | Courses | Courses | Courses | Courses | Courses | Points inscrits | Classement |
| Saison | Écurie           | Moteur                          | Pneus   | Pilotes         | 1       | 2       | 3       | 4       | 5       | 6       | 7       | 8       | 9       | 10      | 11      | 12      | 13      | 14      | 15      | 16      | 17      | 18      | 19      | Points inscrits | Classement |
| ------ | ---------------- | ------------------------------- | ------- | --------------- | ------- | ------- | ------- | ------- | ------- | ------- | ------- | ------- | ------- | ------- | ------- | ------- | ------- | ------- | ------- | ------- | ------- | ------- | ------- | --------------- | ---------- |
| 2014   | Caterham F1 Team | Renault Energy F1-2014 V6 Turbo | Pirelli |                 | AUS     | MAL     | BAH     | CHI     | ESP     | MON     | CAN     | AUT     | GBR     | ALL     | HON     | BEL     | ITA     | SIN     | JAP     | RUS     | USA     | BRÉ     | ABU     | 0               | 11e        |
| 2014   | Caterham F1 Team | Renault Energy F1-2014 V6 Turbo | Pirelli | Marcus Ericsson | Abd     | 14e     | Abd     | 20e     | 20e     | 11e     | Abd     | 18e     | Abd     | 18e     | Abd     | 17e     | 19e     | 15e     | 17e     | 19e     |         |         |         | 0               | 11e        |
| 2014   | Caterham F1 Team | Renault Energy F1-2014 V6 Turbo | Pirelli | Kamui Kobayashi | Abd     | 13e     | 15e     | 18e     | Abd     | 13e     | Abd     | 16e     | 15e     | 16e     | Abd     |         | 17e     | Np      | 19e     | Abd     |         |         | Abd     | 0               | 11e        |
| 2014   | Caterham F1 Team | Renault Energy F1-2014 V6 Turbo | Pirelli | André Lotterer  |         |         |         |         |         |         |         |         |         |         |         | Abd     |         |         |         |         |         |         |         | 0               | 11e        |
| 2014   | Caterham F1 Team | Renault Energy F1-2014 V6 Turbo | Pirelli | Will Stevens    |         |         |         |         |         |         |         |         |         |         |         |         |         |         |         |         |         |         | 17e     | 0               | 11e        |

Légende : ici